# 紀男人
紀 男人（き の おひと）は、飛鳥時代から奈良時代にかけての貴族。名は雄人とも記される。大納言・紀麻呂の子。官位は正四位下・右大弁。

## 経歴
慶雲2年（705年）従六位下から四階の昇叙により従五位下となる。慶雲4年（707年）文武天皇大葬の際に造御竈司を務める。元明朝の和銅4年（711年）には平城宮造営のための諸国からの役民で逃亡する者が多かったことから、石上豊庭らと共に兵庫将軍に任命され、衛兵所を仮設して兵庫を守衛した。和銅5年（712年）従五位上。
霊亀3年（717年）正五位下、養老2年（718年）正五位上、養老7年（723年）従四位下と、元正朝では順調に昇進する。またこの間の養老5年（721年）には、佐為王・山上憶良らの文人と共に、退庁後は東宮・首皇子（のちの聖武天皇）の下に仕えて学芸の教育を行うよう命じられた。
聖武朝でも、天平3年（731年）従四位上、天平8年（736年）正四位下と累進し、大宰大弐・右大弁等を歴任した。天平10年（738年）10月30日任地の九州にて卒去。享年57。最終官位は大宰大弐正四位下。遺骨は骨送使の音博士・山背靺鞨により平城京に運ばれた。

## 人物
大宰大弐在任中の天平2年（730年）に当時大宰帥であった大伴旅人の邸宅で開催された梅花の宴で詠んだ和歌が『万葉集』に入集している。『懐風藻』にも漢詩作品3首が採録。

## 官歴
注記のないものは『続日本紀』による。
- 時期不詳：従六位下
- 慶雲2年（705年） 12月27日：従五位下
- 慶雲4年（707年） 10月3日：造御竃司（文武天皇大葬）
- 和銅4年（711年） 9月4日：兵庫将軍
- 和銅5年（712年） 正月19日：従五位上
- 霊亀3年（717年） 正月4日：正五位下
- 養老2年（718年） 正月5日：正五位上
- 養老7年（723年） 正月10日：従四位下
- 天平2年（730年） 春：大宰大弐[4]
- 天平3年（731年） 正月27日：従四位上
- 天平8年（736年） 正月21日：正四位下
- 天平9年（737年） 7月25日：見右大弁
- 天平10年（738年） 10月30日：卒去（大宰大弐正四位下）

## 系譜
- 父：紀麻呂[5]
- 母：不詳
- 生母不詳の子女
  - 男子：紀家守[5]（725-784）
  - 男子：紀兼貞[6]
  - 男子：紀家継[7]